# Ric Estrada
Pour les articles homonymes, voir Estrada.
Ric Estrada, né le 26 février 1928 à La Havane et mort le 1er mai 2009 à Provo dans l'Utah, est un dessinateur américain d'origine cubaine de bandes dessinées.

## Biographie
Il étudie à l'université de La Havane.
Arrivé de Cuba il s'installe à New York en 1947 et commence à dessiner dans les magazines Ziff Davis, St. John Publications et Hillman Periodicals.
En 1968 Ric écrit des histoires pour Warren Publishing dans "Eerie" et travaille pour DC Comics.
Il est mort d'un cancer de la prostate en 2009.

## Œuvres
- Adventure Comics (DC Comics)
- All Star Comics
- Amethyst Princess of Gemworld
- Blackhawk
- Blitzkrieg (DC Comics)
- Eerie
- Freedom Fighters
- Karate Kid
- Power Girl
- Flash Gordon
- Richard Dragon, Kung Fu Fighter
- G.I. Combat (Quality Comics /DC Comics)
- Our Army at War
- Unknown Soldier
- Unexpected
- Weird War Tales
- Wonder Woman
- Legion of Super-Heroes
- Falling in Love (DC Comics)
- Secrets of Haunted House
- Sgt. Rock Vol 1302
- Showcase
- Heart Throbs

### Créations
- The Axe-Man cocréateur Denny O'Neil
- Professor Ojo cocréateur Denny O'Neil
- Power Girl cocréateur Gerry Conway & Wally Wood
- Commander Blud (Frederick Sanguine) cocréateur David Michelinie
- Revenger (Dr. Norman Grimes) cocréateur David Michelinie

## Récompenses
- 2000 : Inkpot Award

## Filmographie
- 1995 : Jonny Quest Versus the Cyber Insects
- 1991 : The Pirates of Dark Water
- 1987 : Bionic Six
- 1986 : Jonny Quest
- 1983 : Les Maîtres de l'univers (He-Man and the Masters of the Universe)